# Шмидебах, Мануэль
Мануэль Шмидебах (нем. Manuel Schmiedebach; 5 декабря 1988, Берлин) — немецкий футболист, полузащитник клуба «Ганновер 96», выступающий на правах аренды за «Унион» Берлин.

## Карьера
В сезоне 2008/09 перешёл в «Ганновер 96», где так же начал играть с дубля, в составе которого провел 46 матча, забил 10 голов, после чего вскоре был приглашен в основу. Его первый матч в Бундеслиге состоялся 8 августа 2009 года. Тогда его команда проиграла «Герте» со счетом 0:1. В сезоне 2010/11 команда заняла четвёртое место в чемпионате, так что Шмидебах сумел дебютировать в Лиге Европы. Тогда же хавбек продлил контракт с «Ганновер 96» ещё на четыре года. 2 июля 2016 года Шмидебах продлил контракт с клубом до 2018 года
В сезоне 2018/19 Мануэль Шмидебах на правах аренды перешел в «Унион» Берлин.

### В сборной
Шмидебах сыграл 10 матчей за немецкую юношескую сборную до 19 лет, забил 1 гол.